# Astronomia de raigs X

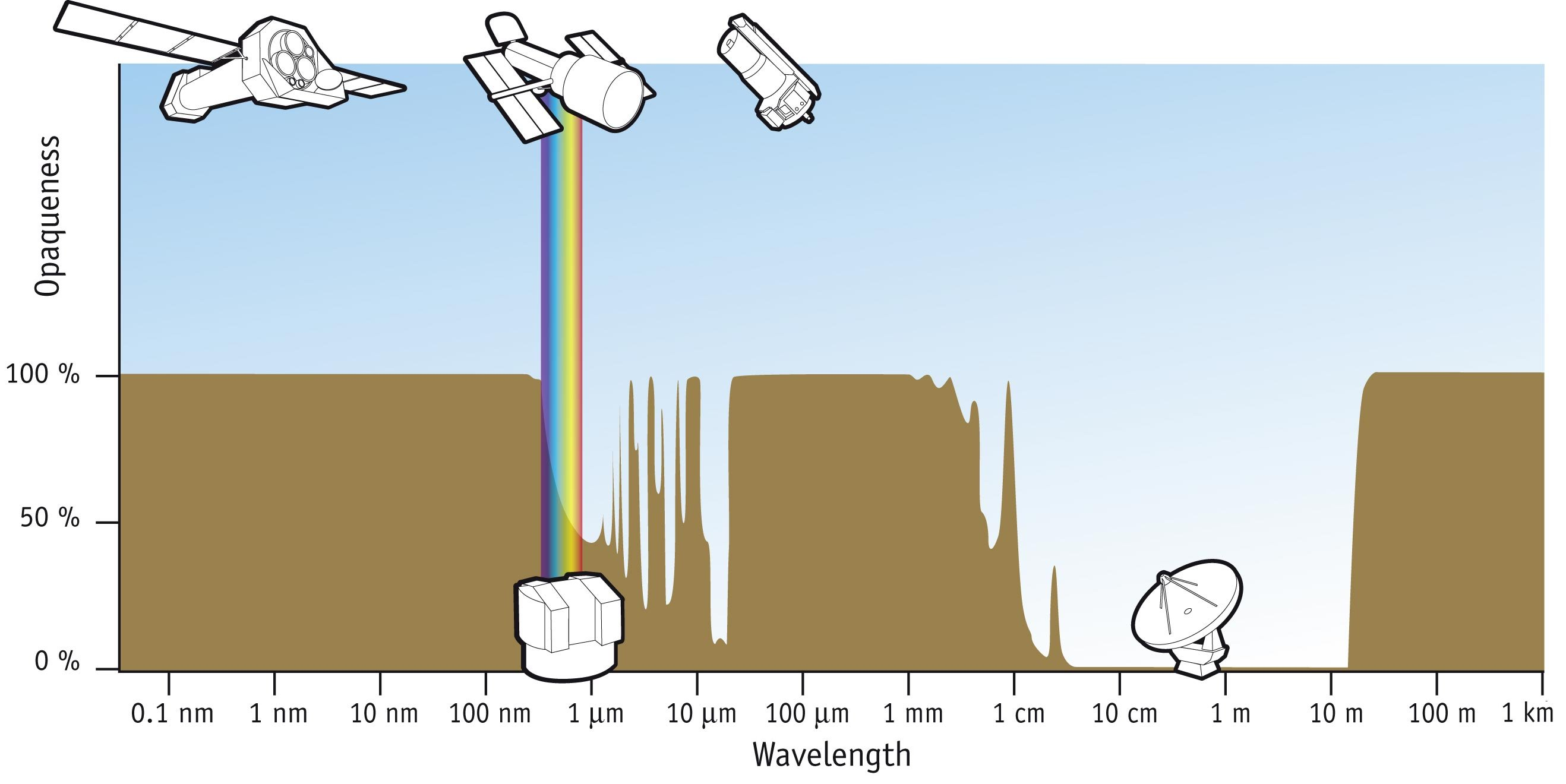
Absorció dels raigs X a l'atmosfera terrestre. Els raigs X comencen a ~0,008 nm i s'estenen a l'espectre electromagnètic fins a ~8 nm, sobre els quals l'atmosfera de la Terra és opaca.

L'astronomia de raigs X és una branca de l'astronomia que s'encarrega de l'estudi de l'emissió de raigs X dels cossos celestes. L'atmosfera terrestre absorbeix la radiació X, per tant els instruments per detectar-la s'han de dur a altituds altes mitjançant globus, o bé satèl·lits astronòmics.
S'espera que cossos que contenen gasos extremadament calents a temperatures d'un milió a centenars de milions de kèlvins. En general, això ocorre en objectes on els àtoms i/o electrons tenen molta energia. El descobriment de la primera font còsmica de raigs X va ser el 1962 i una sorpresa. Aquesta font s'anomena Scorpius X-1. Es coneixen milers de fonts de raigs X. A més, s'ha descobert que l'espai entre galàxies a cúmuls de galàxies està ple d'un gas molt calent (temperatures d'entre 10 i 100 megakelvins), però diluït.